# Amelia (album)
Amelia è il primo album in studio della cantante britannica Mimi Webb, pubblicato nel 2023.

## Tracce
1. The Other Side – 2:45
2. Red Flags – 2:21
3. Roles Reversed – 3:45
4. House on Fire – 2:19
5. Both of Us – 2:46
6. Freezing – 2:56
7. Last Train to London – 3:47
8. Ghost of You – 2:37
9. Is It Possible – 3:32
10. Remind You – 2:56
11. See You Soon – 2:38
12. Amelia – 2:11

Traccia bonus nello streaming
1. Last Train to London (I Won't Look Back) – 3:53